# Valsa abietis
Valsa abietis är en svampart som beskrevs av Nitschke 1867. Valsa abietis ingår i släktet Valsa och familjen Valsaceae.  Arten är reproducerande i Sverige. Inga underarter finns listade i Catalogue of Life.
I den svenska databasen Dyntaxa används istället namnet Valsa cenisia för samma taxon.  Arten är reproducerande i Sverige.